# Silje Norendal
Silje Norendal (ur. 1 września 1993 w Kongsbergu) – norweska snowboardzistka, specjalizująca się w konkurencjach slopestyle i big air.

## Kariera
Po raz pierwszy na arenie międzynarodowej pojawiła się 29 października 2007 roku w Saas-Fee, gdzie w zawodach Pucharu Europy zajęła 12. miejsce w half-pipie. W 2008 roku wystąpiła na mistrzostwach świata juniorów w Valmalenco, gdzie także zajęła 12. miejsce w tej konkurencji. W zawodach Pucharu Świata zadebiutowała 14 lutego 2009 roku w Cypress, zajmując 33. miejsce w halfpipie. Pierwsze pucharowe punkty wywalczyła 11 stycznia 2013 roku w Copper Mountain, zajmując dwunaste miejsce w slopestyle’u. Pierwszy raz na podium zawodów tego cyklu stanęła 14 stycznia 2017 roku w Kreischbergu, kończąc rywalizację w slopestyle’u na trzeciej pozycji. W zawodach tych wyprzedziły ją jedynie Austriaczka Anna Gasser i Sina Candrian ze Szwajcarii.
W 2017 roku wywalczyła brązowy medal w big air podczas mistrzostw świata w Sierra Nevada. W zawodach tych wyprzedziły ją jedynie Anna Gasser i Enni Rukajärvi z Finlandii. W 2014 roku wystartowała na igrzyskach olimpijskich w Soczi, gdzie zajęła jedenaste miejsce w slopestyle’u. Na rozgrywanych cztery lata później igrzyskach olimpijskich w Pjongczangu była czwarta w tej konkurencji oraz szósta w big air. W 2019 roku, na mistrzostwach świata w Park City zdobyła srebrny medal w slopestyle’u, ulegając jedynie Nowozelandce Zoi Sadowski-Synnott.
W lutym 2020 roku podczas treningu doznała złamania nogi. Mimo postępów w rehabilitacji nie wróciła do rywalizacji, ogłaszając w grudniu 2020 roku zakończenie sportowej kariery.

## Osiągnięcia

### Igrzyska olimpijskie
| Miejsce | Dzień     | Rok  | Miejscowość | Konkurencja | Zwyciężczyni   |
| ------- | --------- | ---- | ----------- | ----------- | -------------- |
| 11.     | 9 lutego  | 2014 | Soczi       | Slopestyle  | Jamie Anderson |
| 4.      | 12 lutego | 2018 | Pjongczang  | Slopestyle  | Jamie Anderson |
| 6.      | 22 lutego | 2018 | Pjongczang  | Big air     | Anna Gasser    |

### Mistrzostwa świata
| Miejsce | Dzień    | Rok  | Miejscowość   | Konkurencja | Zwyciężczyni         |
| ------- | -------- | ---- | ------------- | ----------- | -------------------- |
| 3.      | 17 marca | 2017 | Sierra Nevada | Big air     | Anna Gasser          |
| 2.      | 9 lutego | 2019 | Park City     | Slopestyle  | Zoi Sadowski-Synnott |

### Puchar Świata

#### Miejsca w klasyfikacji generalnej
- sezon 2008/2009: 170.
  - AFU[2]
- sezon 2012/2013: 25.
- sezon 2013/2014: 39.
- sezon 2015/2016: 44.
- sezon 2016/2017: 19.
- sezon 2017/2018: 6.
- sezon 2018/2019: 8.
- sezon 2019/2020: 13.

#### Miejsca na podium w zawodach
1. Kreischberg – 14 stycznia 2017 (slopestyle) – 3. miejsce
2. Copper Mountain – 10 grudnia 2017 (Big air) – 3. miejsce
3. Seiser Alm – 16 marca 2018 (slopestyle) – 3. miejsce
4. Kreischberg – 12 stycznia 2019 (slopestyle) – 3. miejsce
5. Laax – 18 stycznia 2019 (slopestyle) – 1. miejsce
6. Cardrona – 23 sierpnia 2019 (Big air) – 3. miejsce
7. Calgary – 16 lutego 2020 (slopestyle) – 2. miejsce